# ЕД2Т
Електропоїзд ЕД2Т (Електропоїзд Деміховський, постійного струму) з рекуперативно-реостатним гальмуванням — серія російських електропоїздів постійного струму, серійно випускалися з 1993 по 1999 рр. на Деміховському машинобудівному заводі.

## Історія створення серії
Ще на початку 80-х років на Деміховському машинобудівному заводі було вирішено почати виробництво електропоїздів, аналогічних поїздам Ризького вагонобудівного заводу. Раніше завод спеціалізувався на вузькоколійних вагонах, однак згодом було вирішено перепрофілювати цей завод на виробництво додаткових причіпних вагонів для електропоїздів Ризького вагонобудівного заводу. Довжина кузова вагона повинна була бути 21,5 м відповідно до довжини кузова дослідного електропоїзда змінного струму ЕР29 і проектного електропоїзда постійного струму ЕР24. Однак у зв'язку з розпадом СРСР проекти по створенню поїздів на РВЗ були згорнуті, що змусило Деміховський завод переглянути спеціалізацію і почати виробництво повноцінних електропоїздів на базі ЕР24 і ЕР29, включаючи моторні вагони.
Перший дослідний зразок причіпного вагона, що отримав серію ЕД (електропоїзд Деміховський), був виготовлений в 1993 р. Кузов вагона був виготовлений за аналогією з поїздом ЕР29 і майже на 2 метри перевершував по довжині стандартний кузов ЕР2. Вагон мав трохи подовжений салон і просторі тамбури з широкими дверима, чим різко виділявся серед типових вагонів того часу. Згодом заводом був випущений цілий ряд вагонів ЕД, які вчеплювалися в Ризькі електропоїзди ЕР2Р і ЕР2Т і майбутні Деміховські поїзди ЕД2Т, ЕД4 і ЕД4М.
В 1993 р. побудували перший електропоїзд ЕД2Т-0001 (електропоїзд Деміховський, 2 тип (цифра 2 була обрана всіма заводами за аналогією з ЕР2 для позначення поїздів постійного струму) буква «Т» означала наявність реостатного гальмування). Поїзд складався з 2 головних і 3 причіпних вагонів довжиною 21,5 м виробництва Деміховська заводу і 5 моторних вагонів довжиною 19,6 м виробництва Ризького заводу, які не відрізнялися від моторних вагонів ЕР2Т. Подовжені кузова і кабіни головних вагонів трохи відрізнялися від ЕР2 і в точності відповідали поїзду ЕР29. Електрообладнання поїзда було виготовлено Ризьким електромашинобудівним заводом і відповідало електроустаткуванню ЕР2Т. Випробування електропоїзда ЕД2Т-0001 проходили у листопаді-грудні 1993 р. одночасно з електропоїздом ЕТ2-001 виробництва Торжокського вагонобудівного заводу. ЕД2Т-0001 надійшов для експлуатації в депо Перерва Курського напрямку МЗ, де було вирішено створити парк для нових поїздів Деміховського машинобудівного заводу. За тією ж схемою був виготовлений електропоїзд ЕД2Т-0002, який надійшов в депо Ярославль-головний. Надалі було випущено по 2 головних і 3 причіпних вагона ЕД2Т для поїздів 0003, 0004 і 0005; моторні вагони ЕР2Т для них були взяті з експлуатованого на той час парку. Ці 3 поїзди надійшли в депо Перерва, надалі всі вони були передані в інші депо.
Незабаром заводом був побудований перший повний електропоїзд ЕД2Т-0006, всі вагони якого були побудовані на ДМЗ і мали довжину кузова 21,5 м. Починаючи з цього поїзда завод перейшов до серійного виробництва електропоїздів ЕД2Т. Електрообладнання для поїздів виготовляли в Ризі. Воно було майже ідентичне електроустаткуванню ЕР2Т, за винятком невеликих відмінностей. Зокрема, змінилася конструкція контролера машиніста, який був виконаний у формі штурвала, а також змінені електросхеми для можливості затримки включення компресора одного з причіпних вагонів, при зчепленні декількох причіпних вагонів поспіль. Для підключення високовольтних з'єднань був встановлений додатковий контактор.

## Доля поїздів
Більшість електропоїздів ЕД2Т були передані в моторвагонне депо Перерва для обслуговування Курського напрямку Московської залізниці (де вони замінили електропоїзди ЕР22), інші були передані на Північну, Свердловську, Жовтневу, Південно-Уральську, Західно -Сибірську, Куйбишевську залізниці, Росії, а також були поставлені в Україну. Всього заводом було випущено 54 електропоїзди 0001-0054 (моторні вагони перших п'яти з них — виробництва РВЗ), 9 секцій (0104-0110, 1005, 1007) додаткових вагонів (могли включати тільки головні, проміжні причіпні і моторні вагони або їх комбінації; призначені для формування електропоїздів на основі окремих вагонів), а також 4 окремих причіпних вагона (008П, 009П, 015П, 016П) і 1 моторний вагон ЕД4М-2003. При формуванні поїздів були задіяні додаткові причіпні вагони ЕД, а також моторні вагони поїздів ЕР2Т виробництва РВЗ. Більшість електропоїздів та додаткових вагонів знаходяться в робочому стані.
Останні поїзди ЕД2Т були випущені в 1999 році, проте в 2002 році на замовлення Укрзалізниці були побудовані секції 1005 і 1007, а в 2004 році — додатково моторний вагон ЕД4М-2003. Це було пов'язано з переходом заводу на випуск їх варіанту з російським електроустаткуванням (серія ЕД4). До цього часу завод перейшов на серійне виробництво поїздів ЕД4М із зміненою кабіною машиніста і російським електроустаткуванням виробництва НЕВЗ, які виробляються і сьогодні.